# Concanusok
Concanusok, a cantabrusokhoz tartozó nép az ókori Hispániában (Hispania Tarraconensis). Fővárosuk Concana, a mai Santillana volt. Horatius tesz róluk egy apró megjegyzést a 3. könyv 4. ódájában (et laetum equino sanguine Concanum; 34).